# 何晓军
何晓军（1972年7月—），男，陕西省西安市人，汉族，中国共产党员。中华人民共和国政治人物。曾在中国人民银行、中国银监会任职，曾任广东省地方金融监督管理局局长、潮州市人民政府市长。现任潮州市委书记。